# Ганеша-чатуртхи
Гане́ша-чату́ртхи («Фестиваль Ганеши») — праздник, посвящённый Ганеше, индийскому богу с головой слона. Проходит в Индии ежегодно, в августе-сентябре и считается одним из важнейших и красочных праздников у индусов. В город Мумбаи (Бомбей) на празднования съезжаются тысячи паломников.
У индусов, Ганеша считают богом мудрости, изобилия и удачи. Местные жители верят, что своим хоботом Ганеша устраняет препятствия на пути к успеху. Поэтому верующие приносят Ганеше еду, сладости и молоко. Праздник длится 10 дней. По преданию в день явления Ганеша — 4-й день прибывающей луны в месяц бхадрапада (август-сентябрь), вечером нельзя смотреть на луну, это считается неблагоприятным знаком.